# Raising Hope
Raising Hope (Hope en España) es una serie de televisión estadounidense creada y producida por Greg Garcia. Se estrenó el 21 de septiembre de 2010 en la cadena Fox. El 10 de enero de 2011, Fox renovó Raising Hope para una segunda temporada.
Tras la primera temporada la serie recibe dos nominaciones para la 63 edición de los Premios Primetime Emmy. Martha Plimpton es nominada a  la mejor actriz de comedia y Cloris Leachman a la mejor actriz invitada en serie de comedia, un premio que ya ganó en tres ocasiones en el pasado.
La cuarta y última temporada se estrenó en los Estados Unidos el 15 de noviembre de 2013. Pero el 10 de marzo de 2014, la cadena Fox canceló Raising Hope durante el transcurso de la misma. El final de la serie se emitió el 4 de abril de 2014.

## Argumento
Un chico de 23 años debe cuidar de su hija, concebida en una relación de una noche, con la ayuda de su alocada y extraña familia. Todo ello, después de que la madre del bebé (que ha matado a varios novios) es condenada a muerte y ejecutada cuando el bebé tiene sólo seis meses.

## Personajes

### Principales
| Actor                 | Personaje                  | Temporadas   | Temporadas   | Temporadas   | Temporadas   |
| Actor                 | Personaje                  | 1            | 2            | 3            | 4            |
| --------------------- | -------------------------- | ------------ | ------------ | ------------ | ------------ |
| Lucas Neff            | James "Jimmy" Chance       | Protagonista | Protagonista | Protagonista | Protagonista |
| Martha Plimpton       | Virginia Chance            | Protagonista | Protagonista | Protagonista | Protagonista |
| Garret Dillahunt      | Burt Chance                | Protagonista | Protagonista | Protagonista | Protagonista |
| Shannon Woodward      | Sabrina Collins            | Protagonista | Protagonista | Protagonista | Protagonista |
| Baylie y Rylie Cregut | Hope Chance                | Protagonista | Protagonista | Protagonista | Protagonista |
| Cloris Leachman       | Barbara "Maw Maw" Thompson | Recurrente   | Protagonista | Protagonista | Protagonista |
| Gregg Binkley         | Barney Hughes              | Recurrente   | Protagonista | Protagonista | Protagonista |

### Otros
- Bijou Phillips es Lucy Carlyle, madre de Hope. Es una asesina en serie que mató a varios de sus novios. Se encontró con Jimmy mientras escapaba de su último intento de asesinato. Entonces le sedujo y de esa noche quedó embarazada de Hope. Poco después la familia se entera de que es una asesina en serie, la entregan y es condenada a la silla eléctrica.
- Kate Micucci es Shelly, prima de Sabrina. Shelly se enrolló hace tiempo con Jimmy. Dos años más tarde Shelly reaparece después de que Jimmy necesitara una canguro. Usa su diente muerto para empezar las conversaciones. En el episodio "Mongooses," se la ve repetidamente pulsando el interruptor de la luz, creyendo que la mantendrá con vida, lo que implica que padece un OCD.
- Ray Santiago y Jermaine Williams son Javier y Marcus, los mejores amigos de Jimmy.
- Skyler Stone es Mike Chance, primo de Jimmy. Trabajó para la empresa de jardinería de Burt antes de dejarlo todo para irse con una chica y unirse a una secta.
- Ryan Doom es Wyatt, el exnovio de Sabrina, que estudia fuera de la ciudad.
- Todd Giebenhain es Frank, un espeluznante  e incompetente compañero de trabajo de la tienda donde trabajan Jimmy y Sabrina

## Episodios y temporadas
|  | 1 | 22 | 21 de septiembre de 2010 | 17 de mayo de 2011  |
|  | 2 | 22 | 20 de septiembre de 2011 | 17 de abril de 2012 |
|  | 3 | 22 | 2 de octubre de 2012     | 28 de marzo de 2013 |
|  | 4 | 22 | 15 de noviembre de 2013  | 4 de abril de 2014  |

## Premios y nominaciones
| Año  | Premio                                | Categoría                                                       | Nominados                  | Resultado |
| ---- | ------------------------------------- | --------------------------------------------------------------- | -------------------------- | --------- |
| 2010 | Satellite Awards                      | Best Television Series – Comedy or Musical                      | Raising Hope               | Nominado  |
| 2010 | Jamison Awards                        | Favorite Avery Laugh Award                                      | Raising Hope               | Ganador   |
| 2011 | Casting Society of America            | Outstanding Achievement in Casting – Television Pilot – Comedy  | Dava Waite                 | Ganador   |
| 2011 | Premios Primetime Emmy                | Outstanding Lead Actress in a Comedy Series                     | Martha Plimpton            | Nominado  |
| 2011 | Premios Primetime Emmy                | Outstanding Guest Actress in a Comedy Series                    | Cloris Leachman            | Nominado  |
| 2011 | People's Choice Awards                | Favorite New TV Comedy                                          | Raising Hope               | Nominado  |
| 2011 | Satellite Awards                      | Best Actress in a TV series – Comedy or Musical                 | Martha Plimpton            | Ganador   |
| 2011 | Teen Choice Awards                    | Choice TV – Breakout Show                                       | Raising Hope               | Nominado  |
| 2011 | Television Critics Association Awards | Outstanding Achievement in Comedy                               | Raising Hope               | Nominado  |
| 2011 | Critics' Choice Television Award      | Best Actress in a Comedy Series                                 | Martha Plimpton            | Nominado  |
| 2011 | Young Artist Awards                   | Best Performance in a TV Series – Recurring Young Actress 11–16 | Kelly Heyer                | Nominado  |
| 2012 | Motion Picture Sound Editors          | Best Sound Editing – Music for Short Form Television            | Sharyn M. Tylk y Susan Ham | Ganador   |
| 2012 | Young Artist Awards                   | Best Young Actress Recurring in a Television Series             | Kelly Heyer                | Nominado  |
| 2012 | Critics' Choice Television Award      | Best Comedy Actress                                             | Martha Plimpton            | Nominado  |
| 2012 | Critics' Choice Television Award      | Best Comedy Actor                                               | Garret Dillahunt           | Nominado  |
| 2012 | Premios Primetime Emmy                | Outstanding Original Music and Lyrics                           | Matthew Thompson           | Nominado  |